# Quezon (Isabela)
Quezon è una municipalità di quarta classe delle Filippine, situata nella Provincia di Isabela, nella Regione della Valle di Cagayan.
Quezon è formata da 15 baranggay:
- Abut
- Alunan (Pob.)
- Arellano (Pob.)
- Aurora
- Barucboc Norte
- Calangigan (Calamagui)
- Dunmon
- Estrada
- Lepanto
- Mangga
- Minagbag
- Samonte (Pob.)
- San Juan
- Santos (Pob.)
- Turod